# Sieniawka (powiat dzierżoniowski)

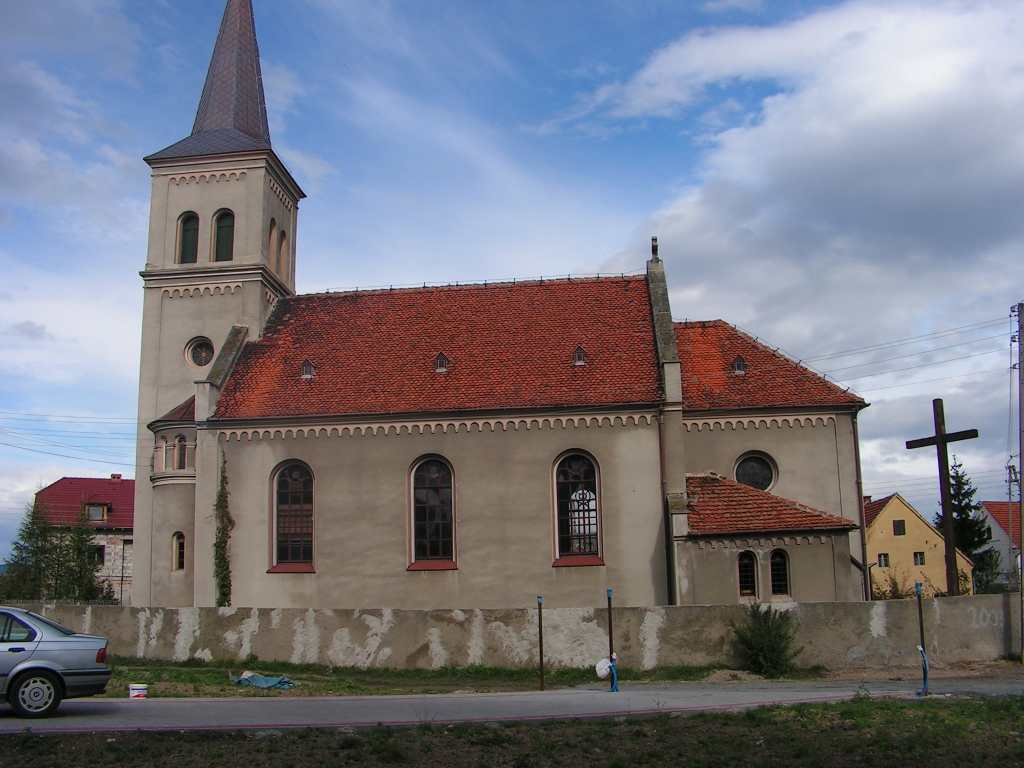
Kościół pw. św. Jana Chrzciciela

Sieniawka (niem. Lauterbach) – wieś w Polsce, położona w województwie dolnośląskim, w powiecie dzierżoniowskim, w gminie Łagiewniki.
W latach 1975–1998 wieś należała administracyjnie do województwa wrocławskiego.

## Położenie
Sieniawka jest wsią o układzie wielodrożnicy, położoną w dolinie Krzywuli, u stóp Wzgórz Krzyżowych (część Wzgórz Niemczańsko-Strzelińskich).

## Integralne części wsi
| SIMC    | Nazwa    | Rodzaj     |
| ------- | -------- | ---------- |
| 0876821 | Mniowice | przysiółek |

## Zabytki
Do wojewódzkiego rejestru zabytków wpisane są obiekty:
- kościół filialny pw. św. Jana Chrzciciela, wzniesiony w XVIII w. jako skromna budowla barokowa o typowym dla wiejskich świątyń układzie (kwadratowe prezbiterium, salowa nawa, wieża na osi). W XIX w. przebudowano go, nadając cechy neoromańskie. W latach 1969–70 był remontowany. Obecnie jest to kościół filialny parafii św. Antoniego w Ratajnie. W wyposażeniu wnętrza, oprócz zabytków barokowych z czasu budowy kościoła (ołtarz główny, ambona) i młodszych (XIX-wieczny prospekt organowy), zachowała się renesansowa kamienna chrzcielnica z 1. poł. XVI w., polichromowana, nakryta nowszą (XVIII w.) drewnianą pokrywą. Pochodzi zapewne z wcześniejszego kościoła w Sieniawce. Naprzeciw kościoła stoi barokowa kapliczka z figurą św. Jana Nepomucena, druga kapliczka poświęcona temu patronowi (z 1730 r.) stoi przy głównym skrzyżowaniu, koło przystanku PKS.
- dwór, bardzo oryginalny i malowniczy zabytek z 1678 r.[7] - XVII wieku. Kiedyś tak budowane dwory były liczne na Śląsku, wznosiły je mniej zamożne rodziny rycerskie, ale ze względu na wrażliwość drewnianej konstrukcji na wilgoć zaniedbania szybko prowadziły do ich niszczenia. Zwłaszcza okres powojenny, kiedy dwory były oddane pod opiekę (a raczej „na pastwę”) PGR-ów przyczynił się do tego, że szachulcowe budynki dworskie niemal zniknęły ze śląskiego krajobrazu. Obecny budynek dworu w Sieniawce powstał w 1678 r., ale prawdopodobnie już wcześniej istniała w tym miejscu obronna siedziba rycerska, o czym świadczy zachowana pozostałość fosy. Budynek remontowano na pocz. XX w. i w 1968 r.; obecnie służy jako dom mieszkalny. Dwór jest budynkiem piętrowym (kondygnacja parteru częściowo murowana, piętro mur pruski[8]), na planie wydłużonego prostokąta, dwutraktowym, nakrywa go wysoki, dwuspadowy, gontowy dach. W drewnianym portalu znajduje się data budowy, monogram IHS i inicjały fundatora (MRA IPH), a wyżej zegar słoneczny. Za dworem rozciąga się niewielki park, po przeciwnej stronie – zespół budynków dawnego folwarku z obszernym dziedzińcem (zabudowa z połowy XIX w.). Gospodarkę dworską przypomina też ciąg pięciu stawów rybnych na potoku na południowy zachód od dworu.

## Rekreacja
W pobliżu wsi znajduje się zalew na Krzywuli, nazywany Trzcinowy Staw (choć jego oficjalna nazwa to „zalew Sieniawka”). Zbiornik ma ok. 300 m długości, pełni funkcje retencyjne i rekreacyjne – nad nim funkcjonuje Ośrodek Wypoczynku i Rekreacji Sieniawka (kąpielisko z małą gastronomią i polem biwakowym), w pobliżu rozwija się osiedle domków letniskowych).